# Götz Lingenthal
Götz Lingenthal (* 16. Mai 1953 in Karlsruhe) ist ein deutscher Diplomat. Vor seinem Eintritt in den Ruhestand war er von 2016 bis 2018 Botschafter der Bundesrepublik Deutschland in den Vereinigten Arabischen Emiraten mit Sitz in Abu Dhabi.

## Leben
Nach dem Abitur 1974 in Bad Honnef studierte Lingenthal ab 1974 an der Albert-Ludwigs-Universität Freiburg, der Freien Universität Berlin, der Ruprecht-Karls-Universität Heidelberg und der Rheinischen Friedrich-Wilhelms-Universität Bonn Rechtswissenschaft. Er wurde 1976 im Corps Saxo-Borussia Heidelberg und 1977 im Corps Borussia Bonn recipiert. 1979 bestand er das Erste Juristische Staatsexamen. Er  war 1980–1983 Referendar beim Hanseatischen Oberlandesgericht tätig und war nach Ablegung des Zweiten Juristischen Staatsexamens zwischen 1983 und 1985 Referent im Bundesministerium für Forschung und Technologie.
1985 trat Lingenthal in den Auswärtigen Dienst ein und fand nach Abschluss der Laufbahnprüfung für den höheren Dienst 1986 zunächst Verwendung als Referent im Osteuropareferat der Politischen Abteilung des Auswärtigen Amtes in Bonn, ehe er danach von 1987 bis 1989 Leiter der Rechts- und Konsularabteilung der Botschaft in Thailand war.
Im Anschluss war er bis 1992 Kulturreferent der Botschaft in Ungarn und daraufhin zwischen 1992 und 1994 Referent im Referat Chemiewaffenübereinkommen und Biologiewaffenübereinkommen in der Abteilung für Abrüstung und Rüstungskontrolle des Auswärtigen Amtes. Nach einer darauf folgenden Verwendung als Pressereferent an der Ständigen Vertretung bei der NATO in Brüssel, war Lingenthal zwischen 1997 und 2001 Referent im Referat für Grundsatzfragen der Abrüstung und Rüstungskontrolle, nukleare Abrüstung und Nichtverbreitung von Massenvernichtungswaffen des Auswärtigen Amtes und danach von 2001 bis 2005 Ständiger Vertreter und Beauftragter für die Europäische Union der Botschaft in Portugal.
Nachdem er von 2005 bis 2009 Leiter des Referats für Exportkontrolle in der Abteilung für Wirtschaft und nachhaltige Entwicklung des Auswärtigen Amtes war, befand er sich danach in einer einjährigen Sprachfortbildung.
2010–2012 war Lingenthal Leiter des Vertretungsbüros der Bundesrepublik Deutschland in den Palästinensischen Autonomiegebieten in Ramallah. In dieser Funktion setzt er sich auch für die Förderung von Bildungseinrichtungen und den Aufbau kommunaler Verwaltungsstrukturen in den Autonomiegebieten ein.
Von Oktober 2012 bis Juli 2016 war er Botschafter in Algerien und damit Nachfolgerin von Jutta Wolke, die wiederum Leiterin des Generalkonsulats in Istanbul wurde. Bis Juli 2018 war er Botschafter bei den Vereinigten Arabischen Emiraten in Abu Dhabi.
Von Mai 2019 bis zur Ernennung des neuen Botschafters Thomas Kurz im September 2019 übernahm Lingenthal kommissarisch die Leitung der Botschaft Kigali, Ruanda als Geschäftsträger ad interim.